# Triaenodes tico
Triaenodes tico is een schietmot uit de familie Leptoceridae. De soort komt voor in het Neotropisch gebied.